# Thomas Platzer
Thomas Platzer (...) è un ex bobbista ed ex skeletonista tedesco.

## Biografia
Viene ricordato come vincitore di una medaglia d'argento nella sua disciplina, ottenuta ai campionati mondiali del 2000 (edizione tenutasi a Altenberg, Germania) insieme ai suoi connazionali Christoph Langen, Markus Zimmermann e Sven Rühr
Nell'edizione l'oro andò all'altra nazionale tedesca e il bronzo alla nazionale svizzera.